# 아르멘 지가르하냔

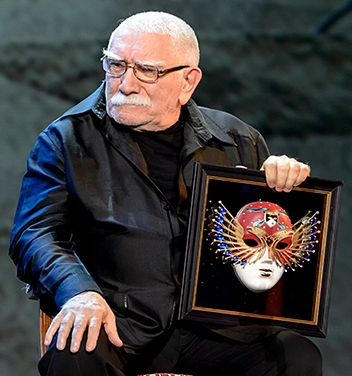

아르멘 지가르하냔(아르메니아어: Արմեն Ջիգարխանյան, 러시아어: Армен Борисович Джигарханян 아르멘 보리소비치 지가르하냔[*], 1935년 10월 3일~2020년 11월 14일)은 아르메니아, 러시아의 성우, 무대 연출가, 배우이다. 아르메니아 예레반에서 태어났다.

## 영화
- 정글북: 마법 원정대(2015년)
- 미운 오리 새끼(2010년)
- 시베리아 횡단열차 : 대탈주(2010년)
- 아크타마르(2009년) - 택시 기사 역
- 더 고스트(2008년)
- 사라진 제국(2008년)
- 마르첼로 시크릿(1997년)
- 화이트 피스트(1996년)
- 라이프 인 레드(1996년)
- 차르 암살(1991년)
- 제로 시티(1988년)
- 테헤란 43(1981년)
- 갈매기(1970년)
- 트루골닉(1967년)
- 헬로우, 댓츠 미!(1966년)